# Grupo Helsinki de Mujeres y Ciencia
El Grupo Helsinki de Mujeres y Ciencia. Fue fundado en 1999. Reúne mujeres del ámbito científico de quince Estados miembros de la Unión Europea.
Es impulsado por la Comisión Europea, que estableció un grupo que desarrolla y promueve a la mujer en el terreno científico y de la educación, en toda Europa.
La primera reunión fue en el Palacio de Congresos de Helsinki. Se reúnen semestralmente intercambiar asuntos de alto nivel sobre igualdad de género y la promoción de las mujeres en la ciencia.
En 2007 recibe el Premio Grupo Compostela.